# Mumbai International Film Festival
Mumbai International Film Festival für Dokumentarfilm, Kurzfilm und Animationsfilm ist ein seit 1990 im zweijährlichen Rhythmus in der indischen Metropole Mumbai stattfindendes Filmfestival. Es wird von der Films Division, einem Unternehmen des Ministry of Information and Broadcasting, organisiert. Im internationalen Wettbewerb werden Preise (Golden und Silver Conches) von insgesamt 2,7 Millionen Rupien in verschiedenen Kategorien durch eine Jury verliehen. Daneben werden Retrospektiven zu ausgewählten internationalen und nationalen Dokumentarfilmern abgehalten.
Das 10. Festival fand vom 3. bis 9. Februar 2008 im National Centre for the Performing Arts in Mumbai statt.